# Prasophyllum barnettii
Prasophyllum barnettii là một loài thực vật có hoa trong họ Lan. Loài này được D.L.Jones & D.T.Rouse mô tả khoa học đầu tiên năm 2006.